# Luciano Della Marra
Luciano Della Marra est un acteur italien du XXe siècle.

## Biographie
En 1953, Luciano Della Marra interprète le rôle de Radamès aux côtés de Sophia Loren dans le film de Clemente Fracassi, Aïda d'après l'opéra du même titre de Giuseppe Verdi. Le ténor Giuseppe Campora lui prête sa voix. Sophia Loren est quant à elle doublée par la soprano Renata Tebaldi.